# Adrien Jaccottet
Adrien Jaccottet (Bazel, 19 juli 1983) is een Zwitsers voormalig voetbalscheidsrechter. Hij was in dienst van FIFA en UEFA tussen 2012 en 2021. Ook leidde hij van 2010 tot 2021 wedstrijden in de Super League.
Op 8 augustus 2010 leidde Jaccottet zijn eerste wedstrijd in de Zwitserse nationale competitie. Tijdens het duel tussen FC Luzern en FC Sion (2–3) trok de leidsman negenmaal de gele kaart. In Europees verband debuteerde hij tijdens een wedstrijd tussen Cliftonville en Kalmar FF in de voorronde van de UEFA Europa League; het eindigde in 1–0 en Jaccottet gaf vier gele kaarten. Zijn eerste interland floot hij op 10 september 2013, toen Chili met 2–2 gelijkspeelde tegen Spanje. Tijdens dit duel gaf de Zwitserse leidsman gele kaarten aan de Spanjaarden Cesc Fàbregas en Santi Cazorla en de Chileense middenvelder Arturo Vidal.

## Interlands
| Datum             | Plaats               | Wedstrijd            | Uitslag | Competitie             | Kreeg geel | Kreeg voor de tweede keer geel en dus rood | Weggestuurd |
| ----------------- | -------------------- | -------------------- | ------- | ---------------------- | ---------- | ------------------------------------------ | ----------- |
| 10 september 2013 | Lancy, Zwitserland   | Chili – Spanje       | 2 – 2   | Vriendschappelijk      | 3          | 0                                          | 0           |
| 27 mei 2014       | Carouge, Zwitserland | V.A.E. – Armenië     | 3 – 4   | Vriendschappelijk      | 2          | 0                                          | 0           |
| 17 november 2015  | Bologna, Italië      | Italië – Roemenië    | 2 – 2   | Vriendschappelijk      | 4          | 0                                          | 0           |
| 29 september 2016 | Doha, Qatar          | Qatar – Servië       | 3 – 0   | Vriendschappelijk      | 3          | 0                                          | 0           |
| 3 september 2017  | Tallinn, Estland     | Estland – Cyprus     | 1 – 0   | WK 2018 kwalificatie   | 2          | 0                                          | 0           |
| 23 maart 2018     | Parijs, Frankrijk    | Frankrijk – Colombia | 2 – 3   | Vriendschappelijk      | 3          | 0                                          | 0           |
| 27 maart 2018     | Zürich, Zwitserland  | Egypte – Griekenland | 0 – 1   | Vriendschappelijk      | 4          | 0                                          | 0           |
| 18 november 2018  | Chisinau, Moldavië   | Moldavië – Luxemburg | 1 – 1   | Nations League 2018/19 | 5          | 0                                          | 0           |
| 10 juni 2019      | Belgrado, Servië     | Servië – Litouwen    | 4 – 1   | EK 2020 kwalificatie   | 4          | 0                                          | 0           |